# St Catherine’s Castle

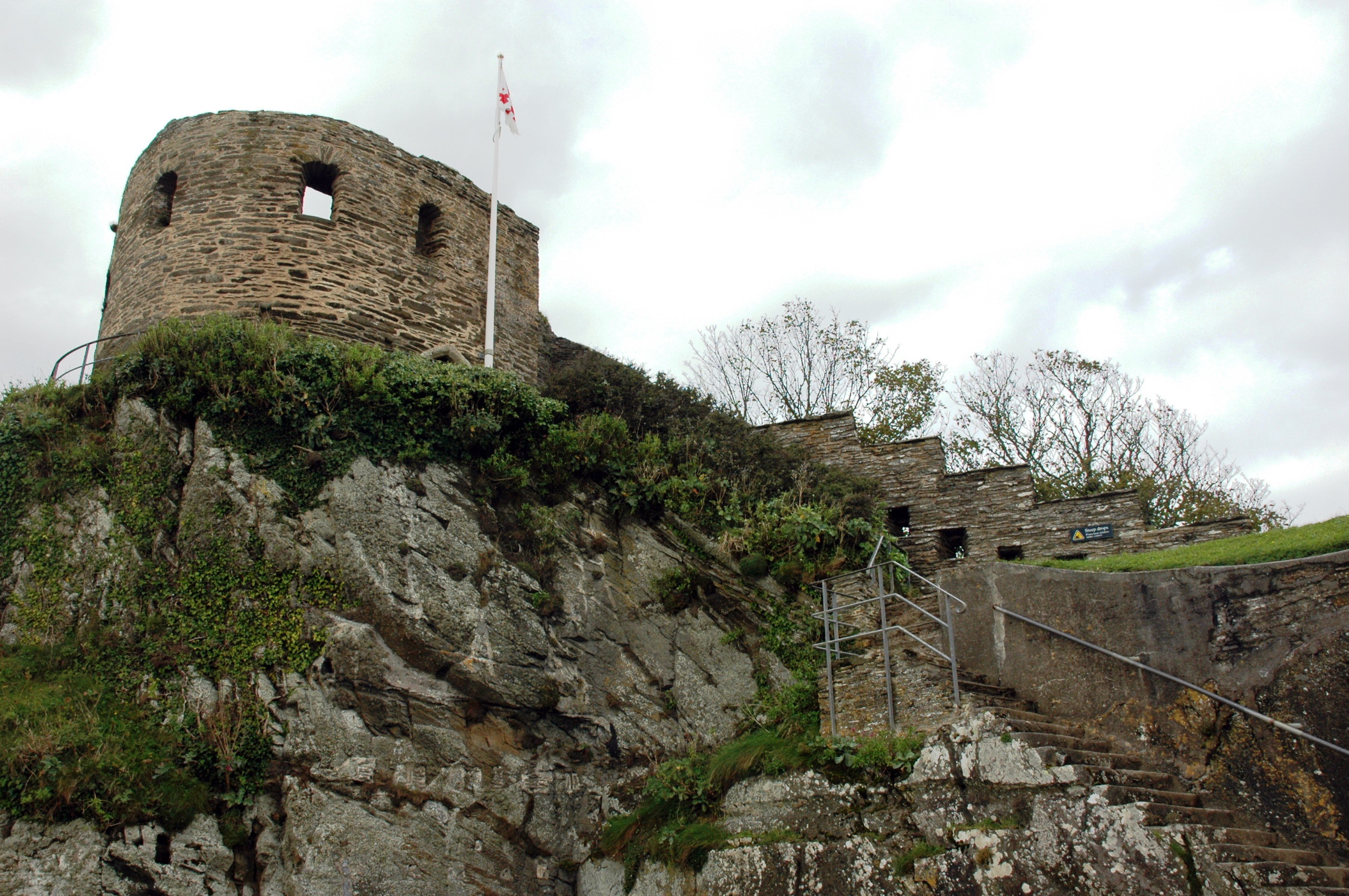
Das Kastell aus dem 16. Jahrhundert

St Catherine’s Castle ist eine ehemalige Küstenbefestigung in der Grafschaft Cornwall in Großbritannien. Die als Kulturdenkmal der Kategorie Grade II* klassifizierte Ruine liegt auf einer Landspitze am Westufer der Mündung des River Fowey in den Ärmelkanal.

## Geschichte
Im Mittelalter befand sich auf der Landspitze eine Katharinenkapelle, die als Landmarke und als Leuchtturm diente. In den 1530er-Jahren wurde an der Stelle der Kapelle die kleine Festung auf Initiative von Thomas Treffry, einem Bürger aus Fowey, zum Schutz der Hafeneinfahrt von Fowey erbaut. Sie ersetzte das ältere Fowey Blockhouse, das zusammen mit dem am östlichen Ufer gelegenen Polruan Blockhouse die Hafeneinfahrt durch eine Kette sperren konnte. St Catherine’s Castle diente bis zum Beginn des 17. Jahrhunderts und während des englischen Bürgerkriegs von 1642 bis 1646 zur Küstenverteidigung. Danach verfiel die Anlage, bereits 1684 wurde sie als verfallen bezeichnet. 1855 wurde auf dem Felsvorsprung unterhalb der Festung eine Küstenbatterie mit zwei Geschützen aufgestellt. Die ursprüngliche Bewaffnung der Batterie bestand aus zwei 32-Pfündern, die 1889 durch zwei 64-Pfünder-Vorderladergeschütze ersetzt wurden. Bereits gegen Ende des 19. Jahrhunderts waren auch diese Geschütze veraltet. Die Befestigung wurde aufgegeben und die Geschütze demontiert. Während des Zweiten Weltkriegs wurde 1940 zum Schutz der Hafeneinfahrt ein QF 4,7-inch-Schiffsgeschütz Mk I–IV auf einer der alten Geschützstellungen aufgestellt, daneben wurde eine Pillbox errichtet. Ein zweites Geschütz wurde auf der weiter westlich gelegenen Landzunge errichtet. Im weiteren Kriegsverlauf wurde die Befestigung durch ein französisches 75-mm-Geschütz ergänzt. Nach dem Kriegsende wurden die Geschütze und die Pillbox im November 1945 demontiert.
Die heute von English Heritage betreute Ruine ist über einen Fußweg erreichbar und frei zugänglich.

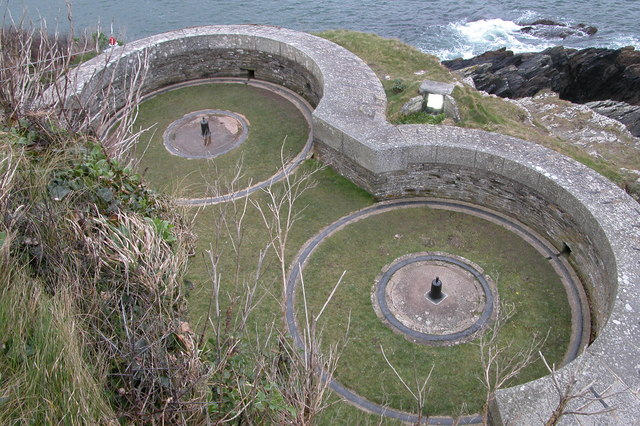
Die Überreste der Fowey Battery aus dem 19. Jahrhundert

## Anlage
Das kleine Fort besteht aus einem zweigeschossigen, D-förmigen Geschützturm und einer halbrunden Umfassungsmauer. Im Erdgeschoss des Turms, der bis zu 1,35 m dicke Mauern hat, befand sich eine Geschützbatterie, die aus insgesamt fünf Schießscharten feuern konnte. Das Obergeschoss diente als Beobachtungsposten und besitzt enge Fenster. An den Turm grenzen zwei mit Gewehrschießscharten versehene Mauern an, die nordöstliche Mauer besitzt eine kleine Bastion, neben der der Zugang zum Fort liegt. Beide Mauern grenzen an steil abfallende Klippen und umschließen so einen Halbkreis am Ende der Landspitze. Im Vergleich zu den nahe gelegenen Pendennis und St Mawes Castle, die zu dem wenig später begonnenen Küstenbefestigungsprogramm von König Heinrich VIII. gehören, wirkt die kleine Befestigung primitiv. Sie besaß keine Unterkünfte für eine Besatzung, vermutlich war sie nie ständig mit einer Garnison versehen.
Die Fowey Battery aus dem 19. Jahrhundert bestand aus zwei Geschützen, die auf Betonbettungen hinter zwei halbrunden Brüstungen aufgestellt waren. In den Fels hinter der Batterie wurde ein Munitionsmagazin gebrochen, ein weiteres Magazin wurde in der Ruine des Turmes aus dem 16. Jahrhundert errichtet.